# Kasaba
Jako kasaba se v Osmanské říši označovalo menší město. Jde o výraz z tureckého jazyka, který přešel později do řady toponym v oblastech, které Turci dobyli a spravovali. Nalézt jej tak je možné od Bosny a Hercegoviny až po Arabský poloostrov. Původně se jednalo o sídla víceméně alespoň nějak opevněná.
S tímto termínem se lze setkat i u řady autorů srbské a bosenské literatury, kteří jej často - spolu s dalšími výrazy tureckého původu - používají u svých historických románů a povídek.